# Wyomingraptor
Wyomingraptor ("lupič z Wyomingu") je neoficiálním názvem teropodního (zřejmě alosauridního) dinosaura, objeveného v souvrství Morrison. Žil tedy v období svrchní jury (stupeň kimmeridž, asi před 150 miliony let). Několik objevených fosílií tohoto dinosaura, umístěných v Tate Museum bylo označeno jako pozůstatky zástupce rodu Allosaurus. 
V roce 1997 objevil tohoto dinosaura americký paleontolog Robert T. Bakker, který zároveň navrhl název "Wyomingraptor". Dosud však nebyla publikována žádná oficiální studie, spojená s objeveným materiálem, prokazující samostatné taxonomické postavení tohoto rodu. Proto je tento taxon stále oficiálně považován pouze za nomen nudum. 